# Présidence de William Henry Harrison
9e président des États-Unis
Présidence de Martin Van Buren Présidence de John Tyler
L'administration du 9e président des États-Unis William Henry Harrison est en fonction du 4 mars 1841 au 4 avril de la même année. Le président est atteint de pneumonie en faisant un discours d’une heure et demie sous une pluie glaciale le jour de son investiture. Il meurt un mois plus tard, à 00 h 30. Il devient le président dont le mandat aura été le plus court (30 jours, 11 heures et 10 minutes) et le premier à décéder durant son mandat. Son vice-président, John Tyler, lui succède.